# Mercedes-Benz třídy CLK
Mercedes-Benz třídy CLK (německy CLK-Klasse) je třída sportovních automobilů, karoserie kupé nebo kabriolet vyráběný Německou firmou Mercedes-Benz.
Od roku 1997 do roku 2003 se vyráběla první generace W208 a A208, s motory od 2,0 l se 134 hp po 5,4 l V8 se 367 hp. Druhá generace C209 a A209 vyráběná 2002–2009 byla rozměrově o něco větší, nejsilnější motor měla 6,2 l V8 se 475 hp (354 kW).
Modely CLK GTR (1997–1999) byly super-sportovní a závodní automobily s motorem 6,0–6,9 l V12 (450 kW, 604 hp), maximální rychlost byla 320 km/h a zrychlení z 0–100 km/h za 3,8 sekundy, v době vydání byl zapsán do Guinnessovy knihy rekordů jako nejdražší vyráběný automobil, bylo vyrobeno okolo 35 těchto kusů.

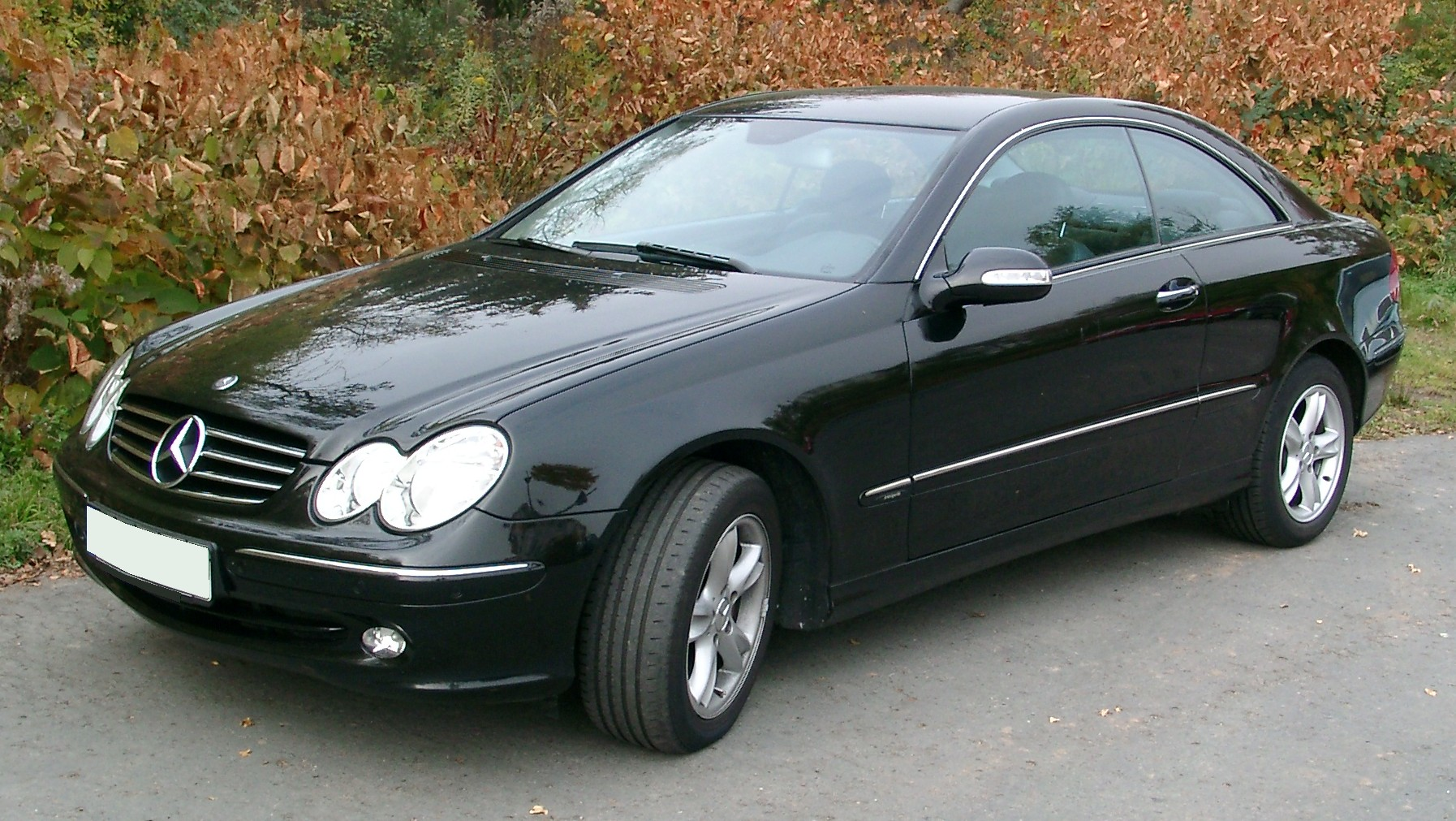
Druhá generace
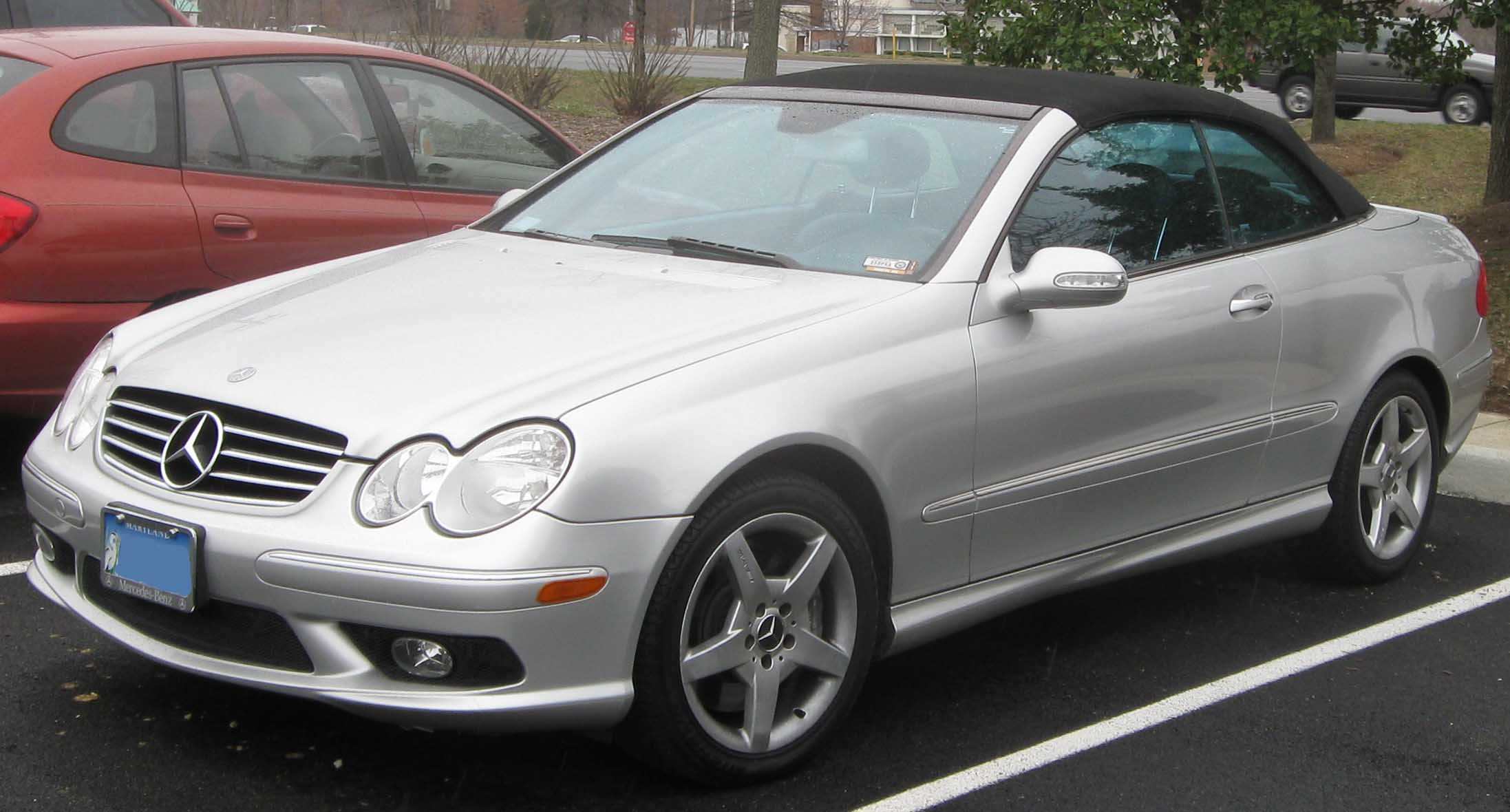
Kabriolet
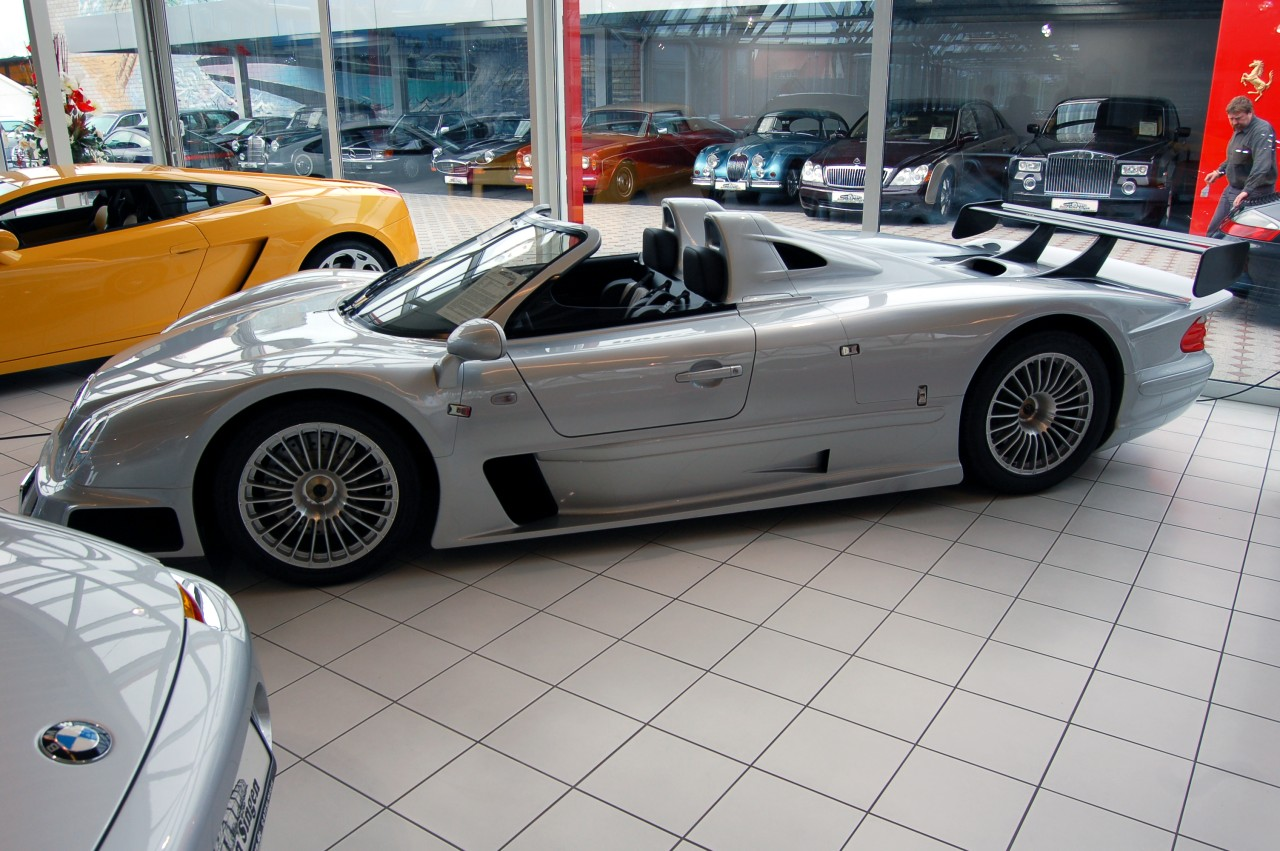
Super-sport Mercedes-Benz CLK-GTR